# Montgirod
Montgirod is een plaats en voormalige gemeente in het Franse  departement Savoie in de regio Auvergne-Rhône-Alpes. Ze telde 379 inwoners (1999).

## Geschiedenis
Op 1 januari 2015 fuseerde de gemeente met Aime en Granier tot de commune nouvelle Aime-la-Plagne.

## Demografie
Onderstaande figuur toont het verloop van het inwonertal.